# Musculus ciliaris
De musculus ciliaris of ciliaire spier is de kringspier van het straalvormige lichaam in het oog. Bij aanspanning van de musculus ciliaris ontspant de ooglens en wordt deze bol, dit maakt het mogelijk om dichtbij te zien. 
Het corpus ciliare begint limbus, de overgang van het hoornvlies naar de sclera en bestaat uit 2 delen: de pars plicata (2 mm), wat een rol speelt bij de aanmaak van kamervocht, en de pars plana (4 mm) .

## Fysiologische werking
Bij ontspanning van de musculus ciliaris wordt de lens strak getrokken wat het mogelijk maakt om scherp in de verte te kunnen zien. Samentrekking van de spier leidt tot accommodatie, waarbij de ooglens boller wordt en het licht sterker wordt gebroken. 
De innervatie werkt op neurologisch als volgt :
- Sympathische innervatie via de β-2-adrenerge receptoren leidt tot ontspanning van de spier met vermindering van de accommodatie tot gevolg. Blokkade van deze receptoren leidt tot samentrekking van de spier en accommodatie.
- Parasympathische innervatie via de M3-receptoren leidt tot contractie van de spier, waardoor de lens boller wordt en accommodatie ontstaat. Blokkade van deze receptoren leidt tot ontspanning van de spier en vermindert de accommodatie.